# Serie A 1974 (Ecuador)
La Serie A 1974 è stata la 16ª edizione della massima serie del campionato di calcio dell'Ecuador, ed è stata vinta dalla LDU Quito.

## Formula
La prima fase è a girone unico: le prime 2 classificate si qualificano alla fase finale, mentre le ultime 2 vengono retrocesse in Serie B. Nella seconda fase vengono selezionate le altre 2 partecipanti alla fase finale: la squadra con il maggior numero di punti complessivi viene qualificata direttamente alla finale, mentre le altre due disputano la semifinale.

## Prima fase
|  | Pos. | Squadra              | Pt | G  | V | N | P | GF | GS | DR  |
|  | ---- | -------------------- | -- | -- | - | - | - | -- | -- | --- |
|  | 1.   | Deportivo Cuenca     | 19 | 14 | 8 | 3 | 3 | 22 | 11 | +11 |
|  | 2.   | El Nacional          | 18 | 14 | 6 | 6 | 2 | 28 | 19 | +7  |
|  | 3.   | Emelec               | 17 | 14 | 7 | 3 | 4 | 19 | 15 | +4  |
|  | 4.   | Barcelona SC         | 16 | 14 | 4 | 8 | 2 | 19 | 16 | +3  |
|  | 5.   | LDU Portoviejo       | 13 | 14 | 4 | 5 | 5 | 21 | 25 | -4  |
|  | 6.   | Universidad Católica | 11 | 14 | 5 | 1 | 8 | 14 | 18 | -4  |
|  | 7.   | Deportivo Quito      | 9  | 14 | 2 | 5 | 7 | 16 | 23 | -7  |
|  | 7.   | Macará               | 9  | 14 | 3 | 3 | 8 | 17 | 29 | -12 |

## Seconda fase
LDU Quito e América de Quito promosse in qualità di vincitrici della prima fase della Serie B.

|  | Pos. | Squadra              | Pt | G  | V | N | P | GF | GS | DR  |
|  | ---- | -------------------- | -- | -- | - | - | - | -- | -- | --- |
|  | 1.   | El Nacional          | 17 | 14 | 4 | 9 | 1 | 20 | 15 | +5  |
|  | 2.   | LDU Quito            | 16 | 14 | 5 | 6 | 3 | 16 | 13 | +3  |
|  | 3.   | Barcelona SC         | 15 | 14 | 5 | 5 | 4 | 21 | 20 | +1  |
|  | 3.   | América de Quito     | 15 | 14 | 5 | 4 | 5 | 24 | 21 | +3  |
|  | 5.   | Deportivo Cuenca     | 13 | 14 | 5 | 3 | 6 | 19 | 15 | +4  |
|  | 5.   | Universidad Católica | 13 | 14 | 3 | 7 | 4 | 23 | 24 | -1  |
|  | 7.   | Emelec               | 12 | 14 | 3 | 6 | 5 | 17 | 20 | -3  |
|  | 7.   | LDU Portoviejo       | 12 | 14 | 3 | 6 | 5 | 7  | 19 | -12 |

## Fase finale

### Semifinale

#### Andata
| Cuenca | Deportivo Cuenca | 0 – 0 referto | LDU Quito | Estadio Alejandro Serrano Aguilar |

#### Ritorno
| Quito                                       | LDU Quito | 1 – 0 referto | Deportivo Cuenca | Estadio Olímpico Atahualpa |
| \| \| \| \| \| Tapia 63’ \| Marcatori \| \| |           |               |                  |                            |
|                                             |           |               |                  |                            |
| Tapia 63’                                   | Marcatori |               |                  |                            |

### Finale

#### Andata
| Quito                                                           | LDU Quito | 2 – 1 referto  | El Nacional | Estadio Olímpico Atahualpa |
| \| \| \| \| \| Tapia 25’, 75’ \| Marcatori \| 82’ Paz y Miño \| |           |                |             |                            |
|                                                                 |           |                |             |                            |
| Tapia 25’, 75’                                                  | Marcatori | 82’ Paz y Miño |             |                            |

#### Ritorno
| Quito | El Nacional | 0 – 0 referto | LDU Quito | Estadio Olímpico Atahualpa |

## Verdetti
- LDU Quito campione nazionale
- LDU Quito e El Nacional in Coppa Libertadores 1975
- Deportivo Quito e Macará retrocessi.

## Classifica marcatori
| Gol |  |  | Giocatore            | Squadra          |
| --- |  |  | -------------------- | ---------------- |
| 19  |  |  | Ángel Liciardi       | Deportivo Cuenca |
| 18  |  |  | Carlos Infantino     | LDU Portoviejo   |
| 15  |  |  | Carlos Torres Garcés | El Nacional      |
| 13  |  |  | Washington Muñoz     | Barcelona SC     |
| 11  |  |  | Fabián Paz y Miño    | El Nacional      |